# Macule sacculaire
La macule sacculaire (ou macule auditive du saccule ou tache acoustique du saccule ou tache auditive du saccule) est la partie sensitive du saccule.

## Description
Elle se présente comme une saillie blanchâtre sur la partie antérieure de la surface interne du saccule, devant le récessus sphérique (ou fossette oblongue).
Elle est en position presque verticale.
C'est un amas cellulaire  de 2 mm de large et de 3 mm de longueur.
Elle est composée de cellules ciliées formant un neuro-épithélium et faisant office de mécanorécepteurs. Ces cellules sont dotées de 40 à 70 stéréocils et d'un cil : le kinocil.
Le neuro-épithélium est recouvert de la membrane otolithique, une couche gélatineuse qui enveloppe les stéréocils et les kinocils. Cette membrane est lestée par des granules denses composés de protéines et de carbonate de calcium : les otolithes.

## Fonction

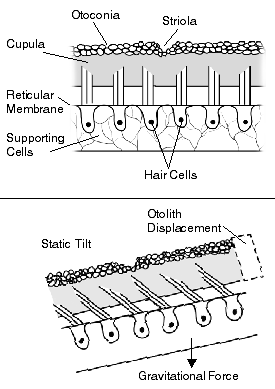
Fonctionnement du neuro-épithélium.

C'est la partie perceptive du nerf sacculaire.
La macula de l'utricule est en position horizontale et détecte l'accélération horizontale,,,.